# Helophorus flavipes
Helophorus flavipes är en skalbaggsart som beskrevs av Fabricius 1792. Helophorus flavipes ingår i släktet Helophorus, och familjen halsrandbaggar. Arten är reproducerande i Sverige.